# Pegadungan (Sukasada)
Pegadungan is een bestuurslaag in het regentschap Buleleng van de provincie Bali, Indonesië. Pegadungan telt 2119 inwoners (volkstelling 2010).